# Oedignatha shillongensis
Oedignatha shillongensis is een spinnensoort uit de familie van de bodemzakspinnen (Liocranidae).
De wetenschappelijke naam van de soort werd in 1995 gepubliceerd door Bijan Kumar Biswas & Subhash Chandra Majumder.